# Баноффи

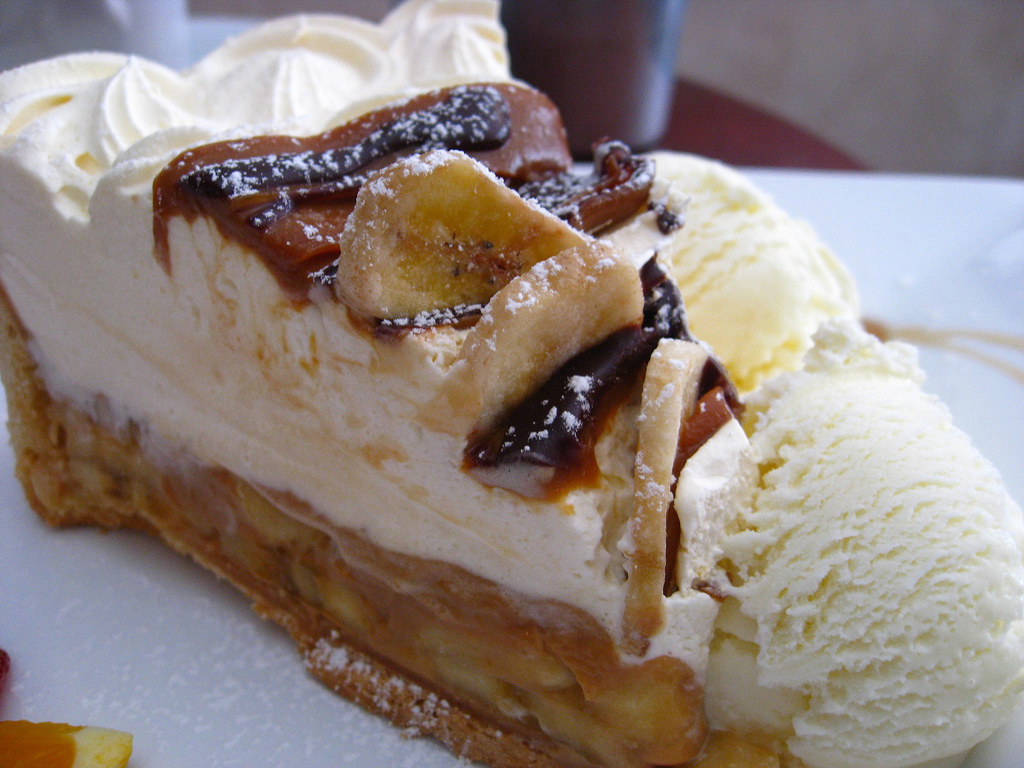
Баноффи

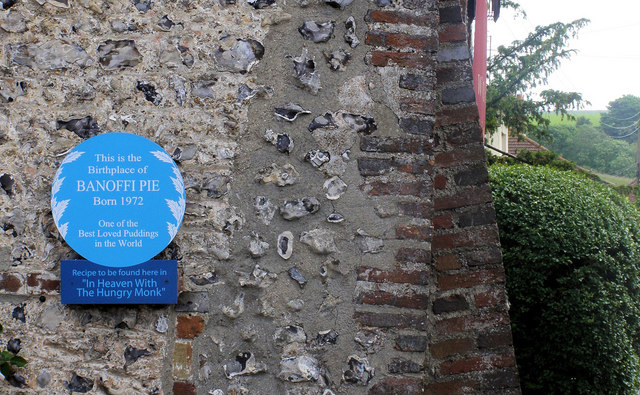
Памятная табличка на ресторане «Голодный монах» в Джевингтон, Восточный Суссекс

Бано́ффи (англ. Banoffee pie) — английский пирог, приготовленный из бананов, сливок, карамели и варёного сгущённого молока. Основа для баноффи готовится из измельчённого песочного печенья с добавлением сливочного масла. Некоторые варианты рецепта включают в себя шоколад или кофе.
Название десерта происходит от слияния двух слов: «банан» и «тоффи» (ирис).

## История
Предположительно составителями рецепта пирога являются уроженцы деревни Джевингтон Найджел Маккензи и Иан Даудинг: владелец ресторана «Голодный Монах» и его шеф-повар. Они утверждают, что создали десерт в 1972 году, внеся изменения в американский рецепт кофейно-карамельного пирога. Маккензи и Даудинг пробовали разные вариации десерта, добавляя в него даже яблоки и мандарины, пока Маккензи не предложил включить в рецепт бананы; также Маккензи дал название пирогу. Блюдо стало настолько популярно среди посетителей, что его «просто не могли убрать из меню».
Рецепт был опубликован в книге «Более строгие секреты Голодного Монаха» в 1974 году и перепечатан в поваренной книге «В раю с Голодным Монахом» в 1997 году. Маргарет Тэтчер любила готовить баноффи.
Баноффи стали включать в меню многие рестораны по всему миру.
Слово «Баноффи» (англ. Banoffee) прочно вошло в английский язык и стало употребляться для описания любого продукта, который напоминает по вкусу или запаху банан и карамель. Рецепт пирога часто можно увидеть на консервных банках со сгущённым молоком фирмы Nestlé.